# Herman Lipót
Herman Lipót (Nagyszentmiklós, 1884. április 24. – Budapest, 1972. július 1.) festő, grafikus. Munkácsy Mihály-díjas (1952) és érdemes művész (1964).

## Életútja
„1884. április 24-én születtem Nagyszentmiklóson. Ennek az egyhangú, unalmas falunak polgári iskolájában egy ezermester lelkes rajztanárom buzdított a festői pályára, korán megnyilvánuló rajzolási képességeimet látván. Atyám a maga mintájára kereskedőt nevelt volna belőlem. Szegeden a kereskedelmi iskolát végeztem kedvem ellenére. Az érettségi után mégis beleegyeztek szüleim, hogy a művészpályán próbáljak szerencsét. Pestre jöhettem a Mintarajziskolába (1901), hol Balló Ede volt a tanárom. Már másodéves koromtól kezdve magam kerestem meg kenyeremet karikatúrákkal – eredetileg illusztrátor akartam lenni –, portrékkal és olcsón árusított tájkép- és zsánerképkísérletekkel.”
Ebben az időben a Kakas Márton és a Borsszem Jankó című élclapok számára készít karikatúrákat, gyakran a Harag álnevet használva, de jelennek meg rajzai a Vasárnapi Újság hasábjain is. Egyébként a Mintarajziskolában nemcsak Balló Edénél, hanem Hegedűs Lászlónál, Zemplényi Tivadarnál is tanult.
„Négyévi tanulás után pár hétig Münchenben, utána falumban kíséreltem meg festészetből megélni. Nagyon nehezen sikerült önkéntesi évem után ismét (1908) a Mintarajziskolába mentem, majd fél év után Berlinbe néhány hónapra. Itt kezdett megnyílni a szemem a régi mesterek remekművei előtt. Daumier, Cezanne, Marées is tetszett.”
Rövidesen azonban visszatér Berlinbe és 1909-1910 között itt dolgozott, ahol egyebek közt Falus Elekkel közösen plakátokat és könyvillusztrációkat készített. 1911-ben Párizsban (Pascin szabadiskolájában), Brüsszelben és Londonban járt tanulmányúton. Közben 1910 őszén Magyarországon részt vett a Kecskeméti művésztelep megalapításában.

## Herman Lipót saját munkásságáról
"A Nemzeti Szalonban karikatúrákat, zsánerképet, tájképet, majd egy nagyobb tájképet a Műcsarnokban állítottam ki jelentéktelen sikerrel. 1910-ben egy grafikai kiállításon kövér színes nőket angyalkákkal mutattam be, ami némi figyelmet keltett. Nehezen összegyűjtött pár száz koronával Párizsba utaztam (1911), ennek az útnak döntő hatása volt munkálkodásomra. 1912-ben végre műteremhez jutottam Pesten, s 1913-ban egy kollektív kiállítással szerepeltem az Ernst Múzeumban meglehetős erkölcsi és anyagi sikerrel. Aktos kompozíciók sok gyerekkel s buja növényzettel, néhány portré, tájkép és sok rajz volt kiállítva. Részt vettem a Kecskeméti Művésztelep alakulásában (1910 - alapító tagja). Innen vonultam be 1914-ben a világháborúba. Szerbiában, mint frontkatona (kaptam érte vitézségi érmet) később, mint hadifestő gyűjtöttem élményeket. Még a háború alatt, 1916-ban a Műcsarnok "Pásztorjáték" című festményemet az Erzsébetvárosi Kaszinó díjával tüntették ki. Anyám arcképét a Szépművészeti Múzeum vette meg. Azóta többször állítottam ki az Ernst-múzeumban. kompozíciókat, aktos csoportképeket, dekoratív festményeket, üveg-terveket, dekoratív festményeket, illusztrációkat, arcképet, tájképet és zsánerszerű dolgokat festek."
A háború befejezésekor egyébként 1919-ben, a Tanácsköztársaság alatt a Képző- és Iparművész Szakszervezetek Szövetségének elnöke volt.
(…) 1920-ban részt vettem a Szinyei Merse Pál Társaság megalakításában…
A háború után az időközben elhunyt Szinyei emlékére alapították meg a Szinyei Társaságot, amely elsődlegesen a fiatal tehetségek támogatását tűzte ki célul maga elé, és 1928-1946 között ennek a művészcsoportnak a kiállításait rendezte.
1921-ben könyv alakban jelent meg egy gyűjtemény tollrajzom. Első kiállítására 1913-ban az Ernst Múzeum helyiségeiben került sor, majd 1920, és 1924. az újabb gyűjteményes kiállítás éve ugyancsak az Ernst-múzeumban, de az igazi sikert azonban 1929. hozta meg számára, ugyanis a barcelonai kiállításon aranyérmet nyert. Herman nemcsak ecsettel, hanem tollal is terjesztette az igazi művészet eszméjét. Miközben sorra megszületnek a Feltámadás tömegjelenetei, a mellette hűségesen kitartó Radó Róza érzékeny portréi, a szentendrei, a zsennyei, balatoni tájképek - az újságok hasábjain ugyanolyan beleérzéssel idézi fel egykori barátai emlékét, a művészeti mozgalmak történetét, s tesz javaslatokat a művészeti közízlés fejlesztése érdekében.
1921-től az OMIKE (Országos Magyar Izraelita Közművelődési Egyesület) szabadiskolájában, 1929-től pedig Szentendrén tanított.

## Herman Lipót művészetéről
"Művészeti alapelveim: - írja önvallomásában Herman Lipót - A művészet remekművek koron, ízlésen, stíluson, divaton s egyéniségen túl abban egyeznek meg, hogy önálló organizmust alkotnak, törvényeiket magukban hordják, s meggyőzőképes harmonikus voltuk szabja meg életképességüket. Létrehozásuk a természet formáinak segítségével történik, s tiszta festői tendenciájuk mellett szeretem, ha témájuk is van. Michelangelo-t, Tiziano-t, Rembrandtot, Rubenst, és Tintoretto-t tisztelem leginkább a régi mesterek közül." (Az Est Lexikona 1923./ Herman Lipót)
Herman Lipót azok közé a művészek közé tartozott, akik a 20. század első évtizedeinek minden jelentősebb művészeti törekvéseinél meghatározó szerepet játszottak. Későn érő típusnak tartotta magát, ezért művein - bár pontosan érzékelte a képzőművészet változásait - csak azokat a hatásokat engedte érvényesülni, amelyeket gondosan kiérlelt magában. Az első világháború előtt mindennapos vendég volt a budapesti Japán kávéház művészasztalánál, ahol barátaival Lechner Ödönnel, Szinyei Merse Pállal, Ferenczy Károllyal, Fényes Adolffal, Pólya Tiborral és másokkal nemcsak a profetikus lelkületű Csontváry Kosztka Tivadaron élcelődtek, hanem kiapadhatatlan humorral vették célba egymást szavakkal, és még többször karikatúrákat rajzoló ceruzával. Az éjszakába nyúló beszélgetések alatt formálódott ki a magyar művészet jövője, született meg az akadémikus szemlélettel végleg leszámoló Magyar Impresszionisták és Naturalisták Köre alapötlete. A kritikusok felfigyeltek festményeire, amelyeken mélységes természetszeretete és a barokk kor monumentalitása iránti vonzalom nyilatkozott meg. Olaszországi útja, majd a kecskeméti művésztelepen való szorgos munkálkodása tovább finomította festői eszköztárát. Herman pályáját - mint oly sok társáét - a világháború derékba törte. Derűs alkata, élni akarása azonban átsegítette a nehéz éveken. Az élet iskolájának, a művészeti fejlődés szükséges velejárójának tartotta a negatív élményeket is.

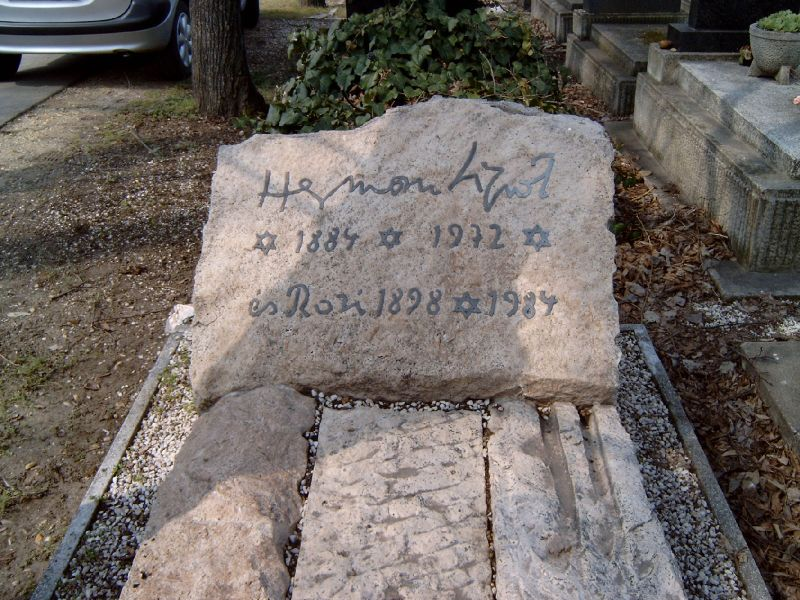
Herman Lipót sírja Budapesten. Kozma utcai izraelita temető: 5B-5-1.

Az 1930-as évek elején vissza-visszatért Olaszországba, Párizsba, Münchenbe, az 1930-as években egyébként jobbára a Pesti Napló rajzolója volt. A II. világháború után több helyen alkotott, így Zsennyén, Szolnokon is. Írásos hagyatéka, köztük a gyermekkorától vezetett naplói a korszak gazdag forrásegyüttesét jelentik. Ekkoriban lépett be a Balassa József szabadkőműves páholyba, s több neves szabadkőművesről is készített portrét (Benedek Marcell mint nagymester,  Szűcs Géza, Szűcs József). Nagyobb gyűjteményes kiállítása a háború után 1954-ben volt az Ernst-múzeumban, majd halála után, az Emlékkiállítását 1974-ben rendezte meg az Magyar Nemzeti Galéria. Hosszú élete során mindenre jutott ideje. Éjszakánként naplót írt, vagy művészbarátaival a kávéházak sorát járta, nappal több ezer tételt számláló életművét rajzolta, festette. A század tanúja -a század közreműködő, valódi átélője. A kortársak mindig anekdotázásra kész, vidám bohémnak írták le. Utolsó önarcképe viszont a művészeti kifejezésért mély lelki küzdelmet folytató, a megpróbáltatásokkal teli sorsot büszkén viselő ember arcát mutatja. A művész halála után hagyatékát özvegye Gyöngyös városnak ajándékozta 1980-ban.